# Wir Lehrer gegen die Rechtschreibreform
Die Initiative „Wir Lehrer gegen die Rechtschreibreform“ war eine bundesweite Bürgerinitiative deutscher Lehrer, die sich gegen die Rechtschreibreform von 1996 wandte.

## Geschichte und Aktivitäten
Die Bürgerinitiative wurde am 20. Februar 1997 in Nürnberg von Deutschlehrern aus verschiedenen Bundesländern gegründet. Sie äußerte in Leserbriefen, Anschreiben an Politiker und Staatsorgane und in Diskussionsbeiträgen ihre Meinung. Dabei arbeitete sie mit der Bürgerinitiative „Wir gegen die Rechtschreibreform“ zusammen, insbesondere mit Studiendirektor Friedrich Denk aus Weilheim in Oberbayern. Koordinator war der Nürnberger Oberstudienrat Manfred Riebe.
Aus dieser Initiative heraus bildeten sich dezentral regionale Lehrerinitiativen in Baden-Württemberg, Bayern, Berlin, Hessen, Niedersachsen, Nordrhein-Westfalen und Rheinland-Pfalz, dazu die Fremdsprachenlehrer-Initiative Schwerte, die Mainzer Hochschullehrer-Initiative und der Berliner Hochschularbeitskreis „Kulturelle Selbstbestimmung“. Ein Teil der Mitglieder organisierte sich im Mai 1997 zugleich im Verein für deutsche Rechtschreibung und Sprachpflege e. V. (VRS).
Am 25. Februar 1997 sandte die Initiative eine Petition an die Kultusministerkonferenz mit der Bitte, die Rechtschreibreform zurückzunehmen. Die Lehrer behaupteten, die Reform mindere die Qualität der Schriftsprache. Die Volksvertretungen seien übergangen und die Haushaltsausschüsse des Bundes und der Länder, der Bundesrechnungshof und die Landesrechnungshöfe nicht eingeschaltet worden. Die Lehrer habe man überhaupt nicht gefragt.
Als die Kultusminister die Petition nicht behandelten und stattdessen ein Verbot der Volksbegehren forderten, rief die Initiative zum Rücktritt der Kultusminister auf. Dies rief ein größeres Presseecho hervor. Das bayerische Kultusministerium unter Hans Zehetmair argumentierte am 4. März 1997 in einer Pressemitteilung gegen die Initiative, diese Lehrer hätten in den vergangenen zwei Jahren (1995–1997) ihre Dienstpflichten nicht wahrgenommen, sich mit den vorgesehenen Neuregelungen nicht vertraut gemacht und seien erst jetzt „aus dem Tiefschlaf erwacht“.
Nach der vergeblichen Petition an die Kultusministerkonferenz vom 27./28. Februar 1997 verfasste die Lehrerinitiative eine weitere Petition an den Deutschen Bundestag, die Rechtschreibreform zurückzunehmen. In Laufach wurde der weitere Aushang der Petition an den Deutschen Bundestag am Schwarzen Brett verboten, nachdem neun Laufacher Lehrer die Petition an den Bundestag unterzeichnet hatten.
Die Lehrerinitiative trat am 11. Oktober 1997 bei der Dichterlesung „Für die Einheit der Orthographie“ mit Ota Filip, Wulf Kirsten, Reiner Kunze, Loriot, Gerhard Ruiss, Albert v. Schirnding in Erscheinung, die Friedrich Denk in Weilheim in Oberbayern organisiert hatte. Dort stellte Verleger Matthias Dräger eine Dokumentation von 21 Initiativen der Graswurzelbewegung gegen die Rechtschreibreform vor, die die Lehrerinitiativen und der VRS gemeinsam herausgegeben hatten: „Der ‚stille’ Protest. Widerstand gegen die Rechtschreibreform im Schatten der Öffentlichkeit“.
Am 23. Januar 1998 war die Initiative bei der Mannheimer Anhörung der Zwischenstaatlichen Kommission für deutsche Rechtschreibung durch ihr damaliges Mitglied Theodor Ickler vertreten. Eingeladen waren fast ausschließlich Befürworter der Reform. Das Gespräch fand in den Räumen des Instituts für Deutsche Sprache (IDS) statt.
Auf Einladung des FDP-Vorsitzenden Wolfgang Gerhardt zur Vorbereitung auf die Sitzung des Deutschen Bundestages über die Rechtschreibreform am 26. März 1998 reisten Theodor Ickler (Lehrerinitiative), Werner H. Veith (Mainzer Hochschullehrer-Initiative) und Manfred Riebe (Lehrerinitiative und VRS) am 6. Februar 1998 gemeinsam zu einem Gespräch über die Rechtschreibreform nach Bonn und hielten ihm Vortrag über die Problematik. Gerhardt, ehemals Präsident der Kultusministerkonferenz, beklagte dabei, dass es in Deutschland bisher keine ähnliche Institution wie die Académie Française gebe, die die „Eleganz der Schriftsprache“ gegen solche „Pickel im Gesicht“ schütze.
Am 26. März 1998 fasste der Deutsche Bundestag den Beschluss:
„Zwar kann die Schreibweise der deutschen Sprache letztlich nur regelhaft erlernt werden. Doch darf die dafür erforderliche Normierung die durch gesellschaftliche Übereinkunft im deutschen Sprachraum entstandene und dokumentierte Entwicklung der Sprache nur aufnehmen, aber nicht selbst hoheitlich ordnen und damit Änderungen aufzwingen. Die Sprache gehört dem Volk. Der Staat ist darauf beschränkt, Verfahren zur Feststellung der tatsächlich verwendeten Sprache festzulegen.“
Die Rektorin der Carl-Zeiss-Oberschule Berlin-Lichtenrade, Gisa Berger, die Leiterin der Berliner Lehrerinitiative gegen die Rechtschreibreform, erhielt am 12. Februar 1998 im Rahmen einer großen Gala im Fürstbischöflichen Opernhaus in Passau von der Passauer Neuen Presse den Bürger-Oscar 1998 für Zivilcourage für ihr Eintreten gegen die Rechtschreibreform. Laudator war der Schriftsteller und ehemalige PEN-Präsident Gert Heidenreich.
Die Initiative wurde im November 1997 vom Bundesverfassungsgericht zu einer schriftlichen Stellungnahme im Rahmen der Verfassungsbeschwerde eines Kieler Elternpaares gegen die Rechtschreibreform aufgefordert. Zu diesem Zweck übersandte das Bundesverfassungsgericht einen ausführlichen Fragenkatalog. Hauptbearbeiterin des Fragenkatalogs war die Studiendirektorin und Germanistin Helma Dietz vom Josef-Hofmiller-Gymnasium Freising, die seit 1972 als Fachbetreuerin im Fach Deutsch im Rahmen der Respizienz Einblick in die Arbeit von Kollegen und Referendaren und in viele Schulaufgaben erhielt.
Die Initiative war dann am 12. Mai 1998 gemeinsam mit dem VRS bei der Anhörung durch das Bundesverfassungsgericht in Karlsruhe durch Theodor Ickler vertreten. Ickler war bis Dezember 1998 Mitglied der Lehrerinitiative und des Vereins für deutsche Rechtschreibung und Sprachpflege.
Lehrer der Initiative waren es auch, die 1997 den Berliner Verein für deutsche Rechtschreibung und Sprachpflege (BVR), 2000 den Verein für Sprachpflege e. V. (VfS), 2002 die Forschungsgruppe Deutsche Sprache e. V. (FDS) und 2004 den Rat für deutsche Rechtschreibung e. V. (RDR) mitgründeten.

## Belege und Anmerkungen
1. ↑  Verein für deutsche Rechtschreibung und Sprachpflege e. V. (VRS): Unser Kampf gegen die Rechtschreibreform, Volksentscheid in Schleswig-Holstein, Bearbeitung und Kommentar: Manfred Riebe, Nürnberg 1998, S. 33 f.
2. ↑  Berliner Hochschularbeitskreis „Kulturelle Selbstbestimmung“ (Memento vom 7. Juni 2007 im Internet Archive)
3. ↑  Petition der Lehrerinitiative als offener Brief an die Kultusministerkonferenz.
4. ↑  Günter Ott: Die gezauste Schreibreform. Augsburg: Zabel gegen Denk. In: Augsburger Zeitung vom 27. Februar 1997. Zitat: „während eine Initiative bayerischer Lehrer in einem offenen Brief an die (heute in Bonn tagende) Kultusministerkonferenz die Rücknahme der Reform gefordert hat, ...“
5. ↑   dpa: Lehrer und Minister streiten um die Rechtschreibreform. In: Main-Echo, Aschaffenburg 5. März 1997.
6. ↑  Aus dem Tiefschlaf erwacht, Pressemitteilung des Bayerischen Kultusministeriums vom 4. März 1997.
7. ↑  Mit Literatur und Sarkasmus gegen die ungeliebte Reform. Bekannte deutsche Autoren lasen in Weilheim „Für die Einheit der Orthographie“. In: Weilheimer Tagblatt vom 13. Oktober 1997. Zitat: „Dank und Freude an die zahlreichen Unterstützer der von Denk gegründeten Initiative „WIR gegen die Rechtschreibreform“, Zuversicht darüber, daß diese 'an ihrer Miserabilität scheitern' werde. Diese Zuversicht teilten auch Denks engagierte Mitstreiter ... : Matthias Dräger, der in Schleswig-Holstein ein Volksbegehren auf den Weg gebracht hat, Prof. Carsten Ahrens und Ehefrau Gabriele Ruta, die Gleiches für Niedersachsen geleistet haben, der Schweizer Journalist Stefan Aerni, der Pädagoge Manfred Riebe und der Gymnasiast Johannes Weller, die bundesweit Lehrer und Schüler gegen die Reform mobilisiert haben.“
8. ↑  Theodor Ickler: Regelungsgewalt, 2001, S. 136.
9. ↑  Deutscher Bundestag, Drucksache 13/10183, 13.Wahlperiode, 24. März 1998, Beschlussempfehlung und Bericht des Rechtsausschusses (6. Ausschuss), Rechtschreibung in der Bundesrepublik Deutschland PDF
10. ↑  Gert Heidenreich: Eine Rechtzeitige. Laudatio zur Verleihung des Bürger-Oscar 1998 für besondere Leistungen an Frau Gisa Berger. In: Passauer Neue Presse vom 14./15. Februar 1998, S. 34.
11. ↑   Helma Dietz u. a.: Die Rechtschreibreform in der Schulpraxis. Stellungnahme der bundesweiten Initiative „Wir Lehrer gegen die Rechtschreibreform“ zum Fragenkatalog des Bundesverfassungsgerichts zur Rechtschreibreform für die Verhandlung am 12. Mai 1998, Auszug in: Verein für deutsche Rechtschreibung und Sprachpflege e. V. (VRS): Unser Kampf gegen die Rechtschreibreform, Volksentscheid in Schleswig-Holstein, Nürnberg 1998, S. 10–13.
12. ↑  Verein für deutsche Rechtschreibung und Sprachpflege e. V. (VRS): Unser Kampf gegen die Rechtschreibreform, Volksentscheid in Schleswig-Holstein, Bearbeitung und Kommentar: Manfred Riebe, Nürnberg 1998, S. 15 f., 29 f.